# Лорд дракон
«Лорд дракон» (англ. Dragon Lord, иер. трад. 龍少爺, упр. 龙少爷, кант.-рус.: Лун сиу е) — комедийный кинофильм с боевыми искусствами 1982 года с участием Джеки Чана.

## Сюжет
Дракон — молодой парень, студент, любитель боевых искусств. Он не прочь ввязаться в драку при любом удобном случае и замечательно играет в «китайский футбол», но ему не нравится учиться. Отец периодически пытается проверить его знания, но совершенно не догадывается, что у Дракона везде припрятаны шпаргалки. Друг Дракона — Ковбой, более тихий и незаметный, но точно такой же лентяй. Несмотря на то, что они уже взрослые, а отцы подыскивают им невест, парни ведут себя как дети: то дерутся, то из ружья выстрелят и сломают потолок, то сбегут с уроков. А теперь ещё и в одну девушку влюбились. Желая с ней познакомиться, они устроили целый спектакль с её спасением от бандитов, но не смогли поделить роль героя. Девушка обиделась, а друзья подрались. После они помирились и отправились на охоту. Но в это же время банда негодяев крадёт огромную коллекцию древних ценностей. Один бандит оказывается хорошим человеком, он старается пробудить совесть в товарищах, но главарь приказывает убить его. Раненый бандит бежит и прячется в густых зарослях, где и встречает нашу беззаботную парочку друзей. Те думают, что незнакомец тоже ловит фазанов, и вскоре забывают про него. Однако через неделю, пытаясь отправить послание любимой вместе с воздушным змеем, друзья терпят неудачу: ветер унёс послание в сторону деревни, где живёт старуха с тем же именем, что и у девушки. Испугавшись, что им придется жениться на старухе, ребята помчались за змеем и залезли на территорию банды. Бандитам это не понравилась, но, уступив просьбе отца Ковбоя, они отпускают ребят. На следующей день Дракон поколотил двух членов банды, чтобы защитить того незнакомца, раненого негодяями, и заодно покрасоваться перед девушкой. После чего терпение у бандитов лопнуло, и двое друзей попали в большие неприятности. Вдобавок бандиты прознали, что работающий с ними отец Ковбоя — сотрудник полиции: вот тогда они решили разделаться со всеми сразу. Негодяи предусмотрели всё, но не догадывались, что Дракон знает кунг-фу, и обижать себя и своих друзей никому не позволит.

## В ролях
| Актёр       | Роль                  |
| ----------- | --------------------- |
| Джеки Чан   | Лун / Дракон Хо       |
| Майкл Чань  | Тигр                  |
| Сют Лэй     | Сау Лай               |
| Марс        | Ковбой                |
| Тянь Фэн    | Хо, отец Дракона      |
| Пол Чён     | Ван, отец Ковбоя      |
| Хван Ин Сик | лидер контрабандистов |
| Квон Ён Мун | контрабандист         |
| Тхай Поу    | Пао                   |
| Чжэн Канъе  | Кан                   |
| Анна Нг     | сваха                 |
| Фун Хаконь  | убийца                |
| У Цзясян    | г-н Чу                |
| Фун Фун     | судья                 |
| Хо Камкон   | комментатор           |
| Чен Манха   | учитель музыки        |
| Дэнни Чау   | контрабандист         |

## Съёмочная группа
- Компания: Golden Harvest, Lo Wei Motion Picture Co., Ltd., Authority Films Ltd.
- Продюсер: Рэймонд Чоу
- Режиссёр: Джеки Чан
- Сценарист: Джеки Чан, Эдвард Тан, Барри Вон[англ.]
- Ассистент режиссёра: Анджела Чань, Эдвард Тан
- Постановка боевых сцен: Джеки Чан, Ассоциация каскадёров Джеки Чана, Кори Юнь[англ.], Фун Хаконь
- Монтажёр: Питер Чён
- Грим: Чён Саую, Чань Куокхун
- Дизайнер по костюмам: Ю Маньва
- Оператор: Чань Чхинкхёй, Чань Чунъюнь, Чань Винсю
- Композитор: Фрэнки Чань[англ.], Филип Чань

## Награды и номинации
- Hong Kong Film Awards (1983)
  - Номинация: лучшая постановка боевых сцен (Джеки Чан, Фун Хаконь, Кори Юнь[англ.])